# Callopistria intermissa
Callopistria intermissa är en fjärilsart som beskrevs av Saalmüller. Callopistria intermissa ingår i släktet Callopistria och familjen nattflyn. Inga underarter finns listade i Catalogue of Life.